# Wassili Wassiljewitsch Andrejew

Wassili Andrejew um 1895

Wassili Wassiljewitsch Andrejew (russisch Василий Васильевич Андреев; * 14. Januarjul. / 26. Januar 1861greg. im Ujesd Beschezk, Gouvernement Twer; † 26. Dezember 1918 in Petrograd) war ein russischer Balalaikavirtuose, Orchesterleiter und Komponist. Seine größten Leistungen sind die Neukonstruktion von Balalaika, Domra und anderen russischen Volksmusikinstrumenten sowie die Entwicklung des Balalaikaorchesters.
Sein Grab befindet sich auf dem Tichwiner Friedhof am Alexander-Newski-Kloster in Sankt Petersburg.